# Katie Barberi
Katie Barberi (ur. 22 stycznia 1972 w Saltillo, Coahuila) – meksykańska aktorka. Znana z ról w telenowelach Doña Bárbara oraz Duch Eleny.

## Filmografia
- 1997 - Perdita Durango jako stewardesa
- 1990 - Appearances, Not Quite Human II jako Roberta
- 1989 - Spooner, Garbage Pail Kids Movie, The Tangerine
- 1986 - Wolny dzień pana Ferrisa Buellera (oryg. Ferris Bueller's Day Off) jako studentka ekonomii

## Seriale
- 2014 - Ursula Van Pelt - Every Witch Way
- 2013 - Ursula Roman - Grachi
- 2010 - Duch Eleny (El Fantasma de Elena) - Rebeca Santander de Girón
- 2009 - Odmienić los (Bella Calamidades) - Silvana Barbosa de Cardona
- 2008-2009 - Doña Bárbara - Cecilia Vergel
- 2007-2008 - La Marca del deseo - Digna de Santibáñez
- 2004-2005 - Inocente de Ti - Mayte
- 2003 - Rebeka - Regina Montalbán
- 2001-2002 - Salomé - Laura
- 2000-2001 - Mała księżniczka (Carita de ángel) - Noelia
- 2000 - La Casa en la playa - Florencia Uribe
- 1999 -  Porywy serca  (Por Tu Amor) - Miranda Narváez
- 1998-1999 - Cristina (Privilegio de amar, El) - Paula
- 1997 - Rozwinąć skrzydła (Alguna vez tendremos alas) - Isabel Ontiveros de Lamas, Mi pequeña travies - Pamela, Conan - Główna kapłanka
- 1995 - Alondra - Rebeca Montes de Oca
- 1991-1993 - FBI: The Untold Stories - Tricia (gościnnie)
- 1987-1988 - The Bronx Zoo - Maria DeLucci
- 1986 - All Is Forgiven - dziewczyna